# Automeris macphaili
Automeris macphaili är en fjärilsart som beskrevs av William Schaus 1921. Automeris macphaili ingår i släktet Automeris och familjen påfågelsspinnare. Inga underarter finns listade i Catalogue of Life.